# 아오지루

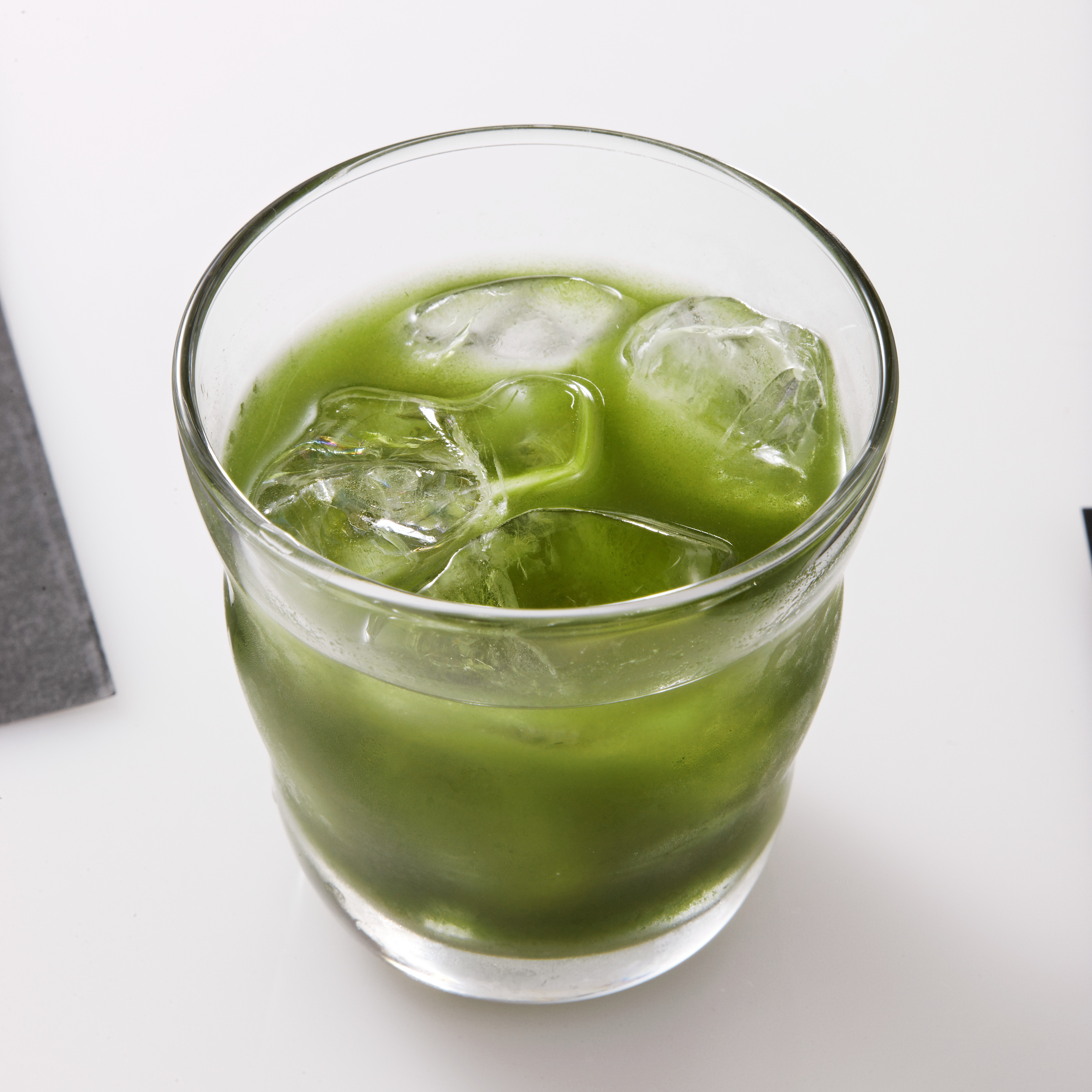

아오지루(일본어: 青汁, 청즙)는 일본의 녹즙이다. 케일・보리싹・명일엽・장삭황마・클로렐라 등을 주재료로 한다.
액체, 분말, 보충제 등의 형태로 제품화되어 판매되고 있으며, 단일 소재를 원재료로 한 것이나 복수의 소재를 혼합한 것, 과일을 포함하는 것 등 종류가 다양하다. 개개 제품마다 원재료나 함유성분이 다르기 때문에 사람마다 제품마다 안전성이 다르다. 비타민 K를 과잉 함유하는 것이 있기 때문에 항응고제 복용자는 주의가 필요하다.
녹즙을 이용한 민간요법은 일본에 예로부터 존재했다. 일본에서 가장 오래된 의서 『의심방』이나, 중국의 『본초강목』에도 생잎 즙이 나온다. 그러나 지금과 같은 녹즙이 일본에 출현한 것은 전시 중 식량난을 겪던 1943년에 오사카여자의학전문학교 교수 엔도 니로가 구황식품으로 고안한 것이다. 엔도 교수는 그전까지 버려지던 녹색잎(무우, 고구마 등의 푸른 잎)을 건조시켜 식량으로 삼는 것을 제안했고, 1944년부터 즙으로 만들어 먹는 형태를 만들어 엔도 부인이 “아오지루”라는 이름을 붙였다. 1945년 쿠라사키중앙병원에 부임한 엔도가 환자들에게 아오지루를 권했으나 당초에는 그다지 인기가 없었다. 그러다 미국을 통해 들어온 하우저 식이요법에 녹즙의 효능이 포함되어 있었기 때문에 이후로 일본에서도 녹즙 신봉자들이 증가했다. 오늘날의 아오지루의 가장 흔한 재료인 케일이 사용되기 시작한 것은 1954년부터였다.